# قلعة الوجبة
قلعة الوجبة تعد واحدة من أقدم القلاع في قطر. تقع في منطقة الوجبة في الريان وتقع على بعد 15 كيلومتر غرب العاصمة الدوحة. تم بناء القلعة في عام 1893. استخدمت كمقر إقامة لحمد بن عبد الله آل ثاني في فترات مختلفة. أبرز معالم القلعة هي أبراج المراقبة الأربعة. خضعت القلعة لعملية ترميم في أواخر القرن العشرين.

## سبب التسمية
سًميت القلعة بهذا الأسم لأهميتها التاريخية كونها مكان معركة الوجبة الشهيرة عام 1893 والتي هُزم فيها الجنود العثمانيون على يد القوات القطرية.